# Ломовский сельсовет (Пензенская область)
Ломовский сельсовет — сельское поселение в Лунинском районе Пензенской области Российской Федерации.
Административный центр — село Ломовка.

## История
Статус и границы сельского поселения установлены Законом Пензенской области от 2 ноября 2004 года № 690-ЗПО «О границах муниципальных образований Пензенской области».

## Население
| 2002  | 2010  | 2012  | 2013  | 2014  | 2015  | 2016  |
| ----- | ----- | ----- | ----- | ----- | ----- | ----- |
| 1754  | ↘1374 | ↘1336 | ↘1263 | ↗1276 | ↘1247 | ↘1204 |
| 2017  | 2018  | 2021  |       |       |       |       |
| ↘1174 | ↘1129 | ↘913  |       |       |       |       |

## Состав сельского поселения
| № | Населённый пункт  | Тип населённого пункта       | Население |
| - | ----------------- | ---------------------------- | --------- |
| 1 | Казачья Пелетьма  | село                         | ↘421      |
| 2 | Ломовка           | село, административный центр | ↘753      |
| 3 | Луговой           | посёлок                      | ↘18       |
| 4 | Марьевка          | деревня                      | ↘31       |
| 5 | Нагорная Пелетьма | село                         | ↘9        |
| 6 | Новая Заря        | посёлок                      | ↘7        |
| 7 | Посопная Пелетьма | село                         | ↘99       |
| 8 | Ягодный           | посёлок                      | ↘36       |

## Интересные факты
- В деревне Ломовка возможно родился контр-адмирал Владимир Истомин